# Progress (T.M.Revolutionのアルバム)
『progress』（プログレス）は、2000年10月12日にリリースされたT.M.Revolutionの5枚目のアルバム。発売元はアンティノスレコード。

## 概要
- the end of genesis T.M.R.evolution turbo type Dの活動を経て、新生T.M.Revolutionとして初めてリリースされたアルバム。
- 浅倉大介がトータル・プロデュースを手掛けた最後のアルバム（浅倉は以後も作曲・編曲・音楽プロデュースを手掛ける）。
- 累計売上は18.3万枚を記録[1]。
- 4曲目「BLACK OR WHITE? version 3」はアルバム用にリミックスされているがCDのみ。各種配信サイトではシングル収録音源と同じミックスで配信されている。
- 13曲目「LIGHT MY FIRE」は、後に16thシングル「Out Of Orbit 〜Triple ZERO〜」C/W曲にアコースティックアレンジされた「LIGHT MY FIRE〜private mix」が収録。

## 収録曲
| 全作詞: 井上秋緒（M-9,M-13, 作詞: 西川貴教）、全作曲・編曲: 浅倉大介。 |                               |                                        |            |                                  |      |
| #                                                                      | タイトル                      | 作詞                                   | 作曲・編曲 | 出版社                           | 時間 |
| 1.                                                                     | 「resurrection I」            | 井上秋緒 （M-9,M-13, 作詞: 西川貴教 ） | 浅倉大介   | ソニー・ミュージックアーティスツ | 1:48 |
| 2.                                                                     | 「I.D. 〜LOVE ME CRAZY〜」    | 井上秋緒 （M-9,M-13, 作詞: 西川貴教 ） | 浅倉大介   | ソニー・ミュージックアーティスツ | 3:39 |
| 3.                                                                     | 「LOVE SAVER」                | 井上秋緒 （M-9,M-13, 作詞: 西川貴教 ） | 浅倉大介   | 日音                             | 4:45 |
| 4.                                                                     | 「BLACK OR WHITE? version 3」 | 井上秋緒 （M-9,M-13, 作詞: 西川貴教 ） | 浅倉大介   | 日本テレビ音楽                   | 4:23 |
| 5.                                                                     | 「last resort」               | 井上秋緒 （M-9,M-13, 作詞: 西川貴教 ） | 浅倉大介   | ソニー・ミュージックアーティスツ | 6:21 |
| 6.                                                                     | 「魔弾〜Der Freischütz〜」    | 井上秋緒 （M-9,M-13, 作詞: 西川貴教 ） | 浅倉大介   | ソニー・ミュージックアーティスツ | 4:39 |
| 7.                                                                     | 「VITAL BURNER」              | 井上秋緒 （M-9,M-13, 作詞: 西川貴教 ） | 浅倉大介   | ソニー・ミュージックアーティスツ | 5:25 |
| 8.                                                                     | 「Private Storm」             | 井上秋緒 （M-9,M-13, 作詞: 西川貴教 ） | 浅倉大介   | ソニー・ミュージックアーティスツ | 3:19 |
| 9.                                                                     | 「fragile」                   | 井上秋緒 （M-9,M-13, 作詞: 西川貴教 ） | 浅倉大介   | ソニー・ミュージックアーティスツ | 5:19 |
| 10.                                                                    | 「HEAT CAPACITY」             | 井上秋緒 （M-9,M-13, 作詞: 西川貴教 ） | 浅倉大介   | ソニー・ミュージックアーティスツ | 3:35 |
| 11.                                                                    | 「Trace Millennium Road」     | 井上秋緒 （M-9,M-13, 作詞: 西川貴教 ） | 浅倉大介   | ソニー・ミュージックアーティスツ | 6:27 |
| 12.                                                                    | 「Master Feel Sad」           | 井上秋緒 （M-9,M-13, 作詞: 西川貴教 ） | 浅倉大介   | ソニー・ミュージックアーティスツ | 2:51 |
| 13.                                                                    | 「LIGHT MY FIRE」             | 井上秋緒 （M-9,M-13, 作詞: 西川貴教 ） | 浅倉大介   | ソニー・ミュージックアーティスツ | 6:02 |
| 14.                                                                    | 「resurrection II」           | 井上秋緒 （M-9,M-13, 作詞: 西川貴教 ） | 浅倉大介   | ソニー・ミュージックアーティスツ | 2:21 |
| 合計時間:                                                              | 合計時間:                     | 合計時間:                              | 60:54      |                                  |      |

## 参加ミュージシャン・エンジニア
- トータル・プロデューサー：浅倉大介
- プログラミング&キーボード：浅倉大介
- ギター：葛城哲哉
- ギター：浅倉大介（M9）
- コーラス：白須衛治
- レコーディング・エンジニア：浅倉大介、香椎茂樹、秋窪博一
- ミキシング・エンジニア：フィル・カッフェル
- マスタリング・エンジニア：ブライアン・ガードナー
- ディレクター：安部裕子（Darwin）
- ディレクター：井上哲生（Soytzer Music）